# Rozłożek czerniejący
Rozłożek czerniejący (Rhizopus stolonifer (Ehrenb.) Vuill.) – gatunek grzybów należący do typu pleśniakowców (Mucorales). Pospolicie występuje w glebie, na owocach, warzywach i na produktach spożywczych powodując ich pleśnienie.

## Systematyka i nazewnictwo
Pozycja w klasyfikacji według Index Fungorum: Rhizopus, Rhizopodaceae, Mucorales, Incertae sedis, Mucoromycetes, Mucoromycotina, Mucoromycota, Fungi.
Po raz pierwszy opisał go w 1753 r. Karol Linneusz, ale utożsamiał go z pleśniakiem białym (Mucor mucedo). Jako odrębny gatunek zdiagnozował go w 1818 r. Christian Gottfried Ehrenberg, nadając mu nazwę Mucor stolonifer. Ten sam autor w 1821 r, przeniósł go do rodzaju Rhizopus, jako Rhizopus nigricans. Obecną, uznaną przez Index Fungorum nazwę nadał mu w 1902 r. Jean Paul Vuillemin.
Niektóre synonimy nazwy naukowej:

- Ascophora agaricina (Wallr.) Rabenh. 1844
- Ascophora mucedo Tode 1790
- Ascophora vulgaris Gray 1821
- Mucor agaricinus (Wallr.) Berl. & De Toni 1888
- Mucor artocarpi Berk. & Broome 1873
- Mucor ascophorus Link 1824
- Mucor mucedo (Tode) Pers. 1801
- Mucor roridus Willd. 1888
- Mucor stolonifer Ehrenb. 1818
- Mucor stolonifer var. luxurians J. Schröt. 1886
- Mucor stolonifer Ehrenb. 1818 var. stolonifer
- Pilophora agaricina Wallr. 1833
- Pilophora rorida Wallr. 1833
- Rhizopus artocarpi (Berk. & Broome) Boedijn 1959
- Rhizopus artocarpi Racib. 1900
- Rhizopus nigricans Ehrenb. 1821
- Rhizopus stolonifer (Ehrenb.) Vuill. 1902 var. stolonifer[3].

## Morfologia
Grzyb strzępkowy tworzący nitkowate i kosmate plechy. Początkowo są białe, potem widoczne są na nich w postaci kropek liczne brązowo-czarne zarodnie (sporangia). Szybko rozprzestrzenia się na podłożu wypuszczając długie strzępki zwane stolonami. Wyrastają z nich chwytniki przerastające podłoże. Chwytniki są bezbarwne, lub ubarwione w odcieniach od białawego do ciemnobrązowego. Zarodnie wyrastają na prostych sporangioforach o długości 1,5–3 mm i grubości do 35 μm. Sporangiofory są jasnobrązowe i mają gładkie ściany bez przegród. Wyrastają w grupach po 3–5. Zarodnie mają średnicę 100–350 μm. Są kuliste lub o kształcie zbliżonym do kulistego, z nieco spłaszczoną podstawą. Początkowo są białe, potem czernieją od zarodników. Kolumelle o rozmiarach 63–224 × 70–140 μm, jasnobrązowoszare. Po uwolnieniu zarodników przyjmują parasolowaty kształt. Występują apofizy. Powstające w zarodniach sporangiospory mają długość 5 (8)× 20 (26) μm, kształt nieregularny, okrągły lub owalny, kanciasty, wypełnione są jednorodną brązowo-czarną treścią i silnie prążkowane. Zygospory mają rozmiar 103–180 (220) μm, są kuliste, brązowoczarne, grubościenne i mają brodawkowaną powierzchnię. Strzępki, między którymi powstaje zygota (zygofory) mają szerokość 62–118 μm, zazwyczaj są nierównej wielkości i nieco ziarniste.
Plecha Rhizopus stolonifer przestaje rosnąć w temperaturze powyżej 37 °C.

## Występowanie i siedlisko
- Gatunek kosmopolityczny rozprzestrzeniony na całym świecie, chociaż najczęściej w regionach tropikalnych i subtropikalnych. Występuje w glebie, na owocach, warzywach i na produktach spożywczych, a jego zarodniki powszechnie występują w powietrzu[5]. Toleruje duże różnice w stężeniu niezbędnych składników odżywczych i może wykorzystywać węgiel i azot z różnych związków chemicznych[6].

## Znaczenie
- Powoduje mokrą zgniliznę wielu produktów spożywczych. Szczególnie dotkliwe szkody wyrządza w magazynach brzoskwiń i truskawek. Zasadniczo jest saprotrofem odżywiającym się martwą materią organiczną, ale czasami także łagodnym pasożytem, występuje bowiem na niektórych owocach jeszcze w trakcie ich dojrzewania na roślinie, powodując pleśnienie owoców i nasion[4].
- Wykorzystywany jest w biotechnologii do syntetycznego wytwarzania leku kortyzon. Jego synteza wymaga 36 reakcji chemicznych, ale wykorzystanie rozłożka czerniejącego, który enzymatycznie przekształca progesteron do 11-α-hydroksyprogesteronu, umożliwiło skrócenie tego cyklu o 25 etapów i obniżyło koszt produkcji leku ponad 100-krotnie. Grzyby strzępkowe są w przemyśle farmaceutycznym szeroko wykorzystywane do produkcji wielu grup leków[7].
- R. stolonifer i inne gatunki Rhizopus wytwarzają etanol, który jest najważniejszym produktem fermentacji. R. stolonifer jest również stosowany komercyjnie do produkcji kwasu fumarowego i kwasu mlekowego o wysokiej czystości[5].
- Jest grzybem chorobotwórczym dla ludzi i zwierząt. Pleśnie z rodzaju Rhizopus są odpowiedzialne za większość przypadków infekcji nosa, oczodołu i mózgu na całym świecie. W niemieckim badaniu stwierdzono, że R. stolonifer jest jednym z pięciu najczęstszych grzybiczych czynników uczulających. Szczególnie narażone na infekcję tym grzybem są takie miejsca jak: tartaki, zwłaszcza przetwarzające drewno iglaste, muzea, archiwa i biblioteki, w których znajdują się stare akta, zwłaszcza w warunkach wilgotności[8].

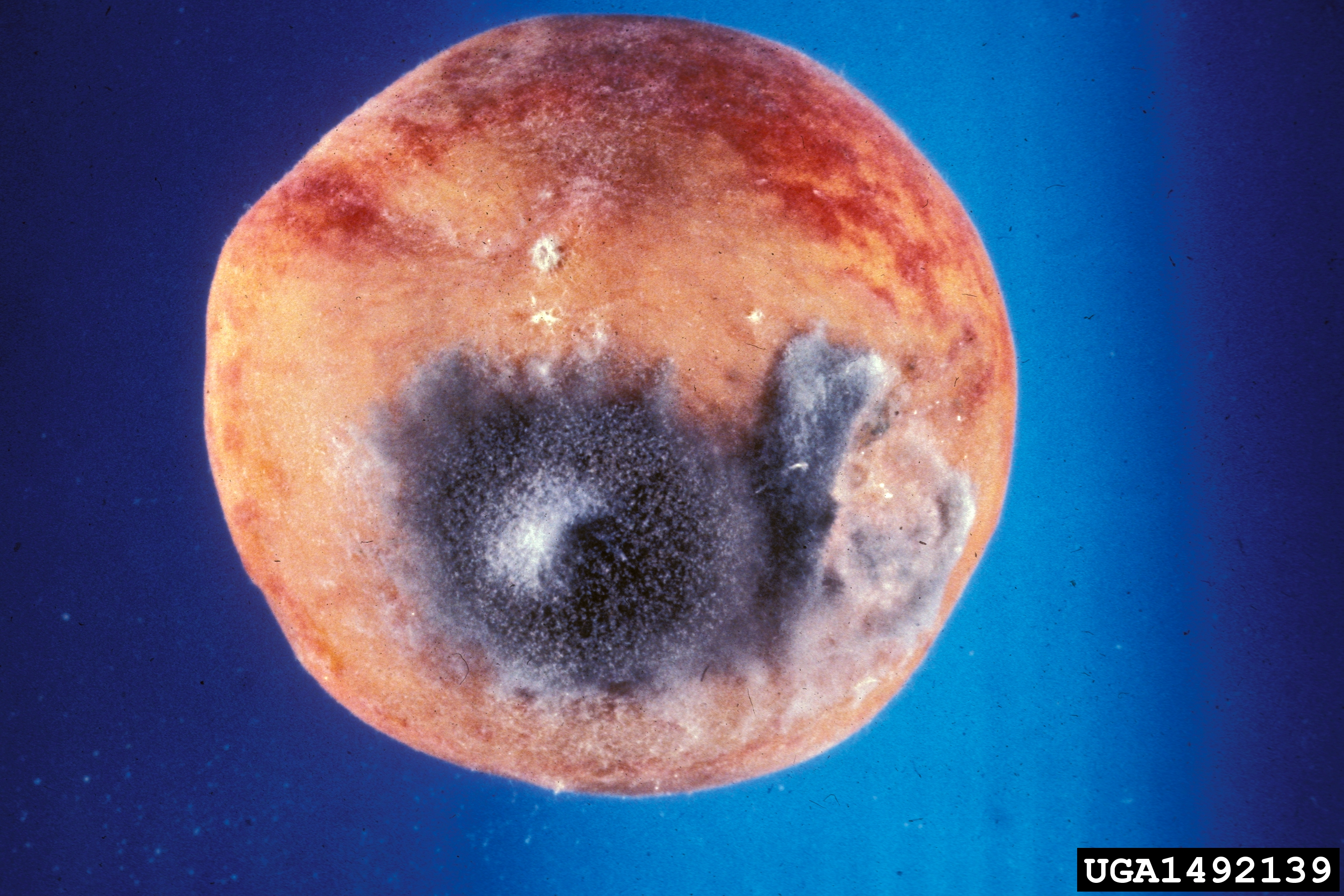
Rhizopus stolonifer na brzoskwini
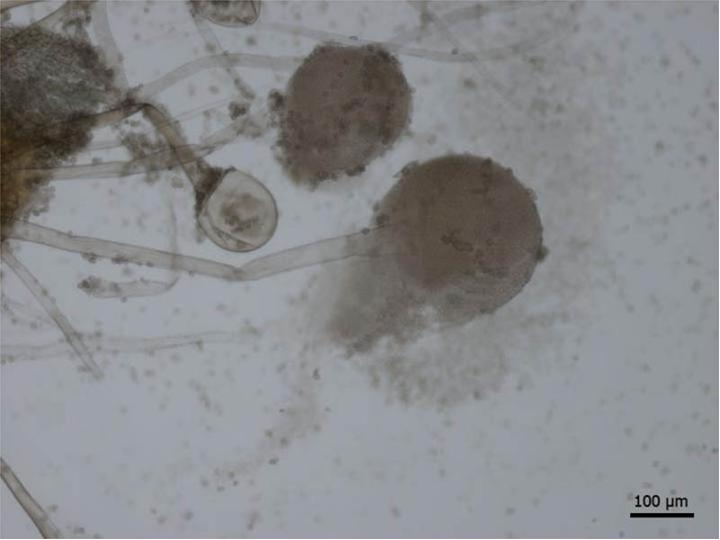
Zdjęcie mikroskopowe
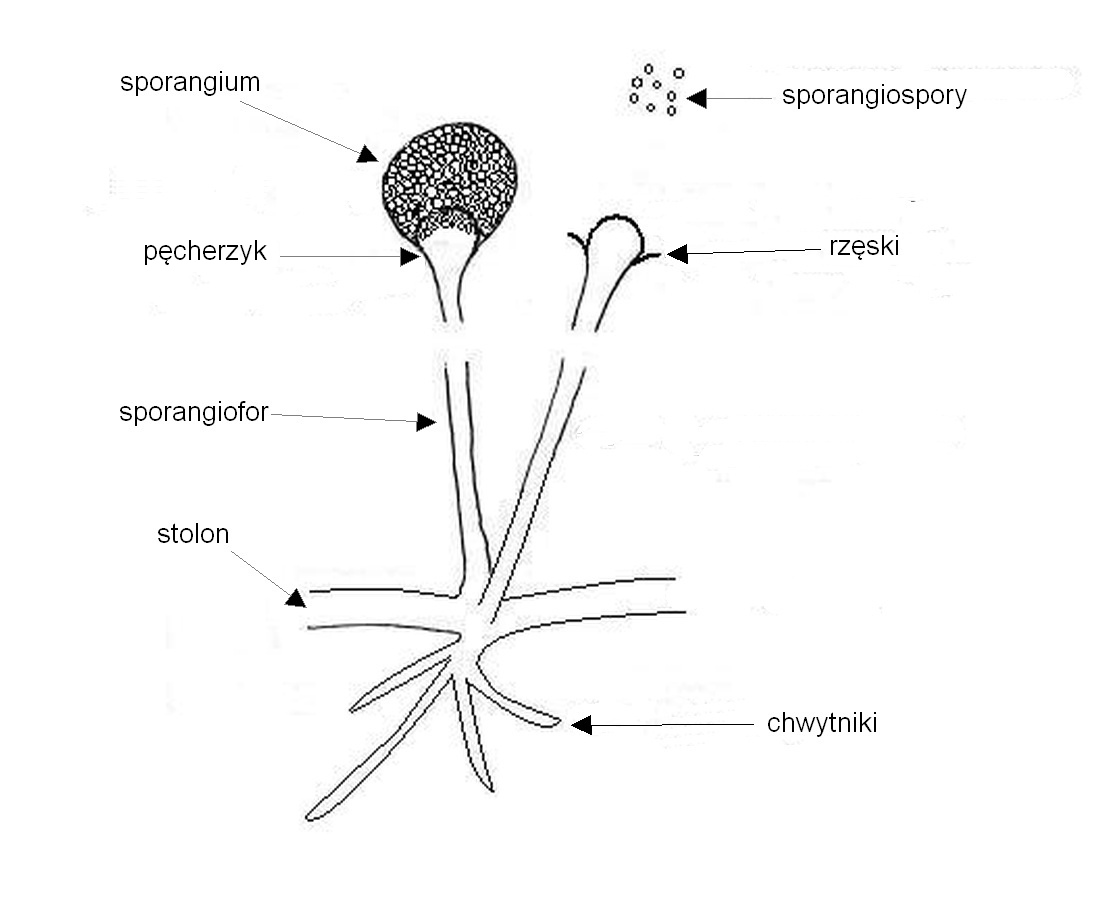
Morfologia
Zygospora i kiełkująca zygospora